# Thomas Bragg

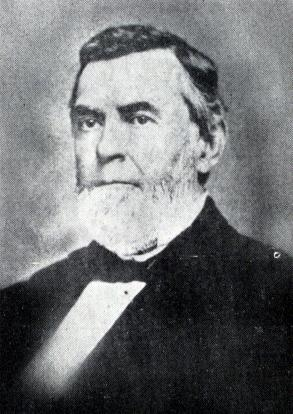
Thomas Bragg

Thomas Bragg (* 9. November 1810 in Warrenton im Warren County, North Carolina; † 21. Januar 1872 in Raleigh, North Carolina) war amerikanischer Jurist und Politiker. Von 1855 bis 1859 war er Gouverneur von North Carolina. Nach der Abspaltung des Südens amtierte er zeitweilig Justizminister der Konföderierten Staaten.

## Herkunft und Werdegang
Thomas Bragg war der Sohn des gelernten Zimmermanns und Bauunternehmers Thomas und seiner Frau Margaret Crossland-Bragg. Braxton Bragg, General der Konföderierten Armee, war sein jüngerer Bruder. Nach dem Besuch der Warrenton Akademie und der Captain Partridge’s Militärakademie in Middletown, Connecticut wurde er 1833 als Anwalt zugelassen. Im selben Jahr eröffnete er eine Anwaltskanzlei in Jackson, North Carolina und heiratete im Oktober 1837 Isabelle M. Cuthbert. 

## Politische Laufbahn
Bragg wurde 1842 und 1844 für die Demokratische Partei ins Parlament des Staates gewählt. Im Jahr 1845 diente er als Staatsanwalt für das Northampton County. Als Gouverneur von North Carolina und als US-Senator war er ein konservativer Sezessionist, der nicht glaubte, dass der Süden seine Unabhängigkeit etablieren könne. Als North Carolina sich abspaltete, trat er 1861 aus dem Senat zurück. Als Gouverneur förderte er aber auch die Infrastruktur des Landes, vor allem die Eisenbahn. Er unterstützte sowohl die Landwirtschaft, als auch die Industrie und baute das Bildungssystem des Landes weiter aus. Das führte zu seiner Wiederwahl als Gouverneur im Jahr 1856.

## Sezessionszeit
Als der Bürgerkrieg ausbrach, wurde Bragg zum Berater des Gouverneurs von North Carolinas ernannt. Als Justizminister im Kabinett der Konföderierten von Jefferson Davis, vom 21. November 1861 bis zum 18. März 1862, war er ein Vertrauter des Präsidenten. Er verteidigte die Bürgerrechte und erklärte, dass die konföderierte Regierung für alle vom Militär benötigten Materialien haftbar sei. Er reorganisierte sorgfältig das Ministerium, damit es mehr auf die Bedürfnisse des Staates eingehen konnte. Bei dem Aufbau des konföderierten obersten Gerichtshofes war er als möglicher Richter vorgesehen. Bragg trat am 18. März 1862 von seinem Posten zurück, um nach North Carolina zurückzukehren, wo er versuchen wollte, die Friedensbewegung, die dort seit 1862 existierte, zu stoppen. Er versuchte auch die Versöhnung zwischen dem Präsidenten der Konföderierten und dem Gouverneur North Carolinas, Zebulon Vance, zu erreichen. Im Jahre 1864 half er, das ehemalige unionistische State Journal herauszugeben. Bis zum Ende des Krieges diente er den konföderierten Interessen und erwirkte die Übernahme von gerade errichteten Niederlassungen aus US-Besitz in die Hände der Südstaaten.

## Nachkriegszeit
Nach Ende des Krieges 1865 kehrte Bragg in seine Anwaltspraxis in Raleigh zurück. Er half während der 1860er Jahre die Reorganisation der Staatsregierung. Er war auch ein Anklagevertreter in der Gerichtsverhandlung gegen Gouverneur William Woods Holden. Er starb am 21. Januar 1872 in Raleigh und wurde dort auf dem Oakwood Friedhof beerdigt.